# Golgotha (album de WASP)
Pour les articles homonymes, voir Golgotha (homonymie).
Albums de WASP
Babylon (album de WASP)
(2009) Re-Idolized
(2018)
Golgotha est le 15e album studio du groupe de heavy metal W.A.S.P., sorti le 2 octobre 2015.
C'est le dernier album de WASP avec Mike Dupke (en) à la batterie, qui a quitté le groupe avant la sortie de l'album.

## Liste des titres
Toutes les chansons sont écrites et composées par Blackie Lawless.
| 1.    | Scream                        | 4:55 |
| 2.    | Last Runaway                  | 5:20 |
| 3.    | Shotgun                       | 6:08 |
| 4.    | Miss You                      | 7:42 |
| 5.    | Fallen Under                  | 4:57 |
| 6.    | Slaves of the New World Order | 7:45 |
| 7.    | Eyes of My Maker              | 5:01 |
| 8.    | Hero of the World             | 4:52 |
| 9.    | Golgotha                      | 7:37 |
| 55:00 |                               |      |

| 10. | Shotgun (Alternative) | 5:02 |

## Composition du groupe
- Blackie Lawless : chant, guitare, claviers
- Doug Blair (en) : guitare, chœurs
- Mike Duda : basse
- Mike Dupke (en) : batterie